# 普里希布 (盧甘斯克州)
48°44′9″N 38°55′35″E / 48.73583°N 38.92639°E
普里希布（羅馬化：Pryshyb）是位於烏克蘭東部盧甘斯克州阿爾切夫斯克區濟莫希里亞市鎮的村莊。該村始建於1817年，面積1.68平方公里，海拔高度72米，2001年人口443，人口密度每平方公里263.4人。